# Il suono della strada
Il suono della strada è un EP del rapper e produttore DJ Gruff.

## Tracce
1. Intro GIAN6
2. Il suono della strada (feat. Giuliano Palma, MC Thorn & Nadia)
3. Lucida follia (feat. Casino Royale)
4. Appizzo
5. M.C. Scarso (feat. Sean & Giuliano Palma)
6. Lucida follia  (strumentale, prodotta da DJ Skizo)